# Juan Capagorry
Juan Capagorry (Solís de Mataojo, 1934 - Montevideo, 12 de junio de 1997) fue un poeta, cronista y dibujante uruguayo. También se destacó como narrador oral, y su voz fue recogida en varios fonogramas.

## Biografía
Su infancia y adolescencia transcurrieron en la localidad de Solís de Mataojo del departamento de Lavalleja. Debido a esto el autor se consideraba oriundo de ese lugar.
A comienzos de la década del 1960 comenzó su vínculo con el cantautor Daniel Viglietti, con quien formuló el disco Hombres de nuestra tierra, cuyo repertorio estuvo compuesto íntegramente por textos de Capagorry interpretados por Viglietti. 

## Obra literaria
- Hombres y oficios (cuentos con ilustraciones de Jorge Nelson González;  Eduardo Amestoy, Ramón Carballal, Rosa Cazhur y Joaquín Aroztegui. Diagramación y armado de páginas tipograficas: Jorge Nelson González Ediciones Grupo Toledo Chico. 1966)
- La visita y nueve cuentos más (cuentos. Ediciones Hoy. Minas. 1967)
- La vida, juguete roto (poesía. Ediciones de la Balanza. 1976)
- Chau, consuelo y otros cuentos (cuentos. Arca. 1979)
- El juego es cosa seria (crónicas. Arca. 1979)
- Aquí se canta: canto popular 1977-1980 (ensayo en coautoría con Elbio Rodríguez Barilari. Arca. 1980)
- Chirolitas (cuentos. Arca. 1984)
- La murga: antología y notas (ensayo en coautoría con N. Domínguez. Prisma. 1984)
- A puro cuento (cuentos. Arca. 1989)
- En el pueblo de Andaverlo (cuentos para niños. Ediciones Monteverde. 1993)

## Discografía
- Hombres de nuestra tierra (junto a Daniel Viglietti. Antar PLP 5045. 1964)
- Capagorry cuenta a los niños (Ayuí / Tacuabé a/s1. 1971)
- Guitarra negra, álbum de Alfredo Zitarrosa, con participación de Capagorry en el tema Hoy desde aquí. Orfeo SULP 90774. 1985)

### Reediciones
- Hombres de nuestra tierra (junto a Daniel Viglietti. Ayuí / Tacuabé a/m28. 1986)
- Hombres de nuestra tierra (junto a Daniel Viglietti. Ayuí / Tacuabé a/m28k y am28cd. 1998)